# Pinellien
Die Pinellien (Pinellia), auch Asiatische Mauspflanzen genannt, sind eine Pflanzengattung innerhalb der Familie der Aronstabgewächse (Araceae). Die etwa neun Arten sind in China, Korea und Japan  heimisch.

## Beschreibung

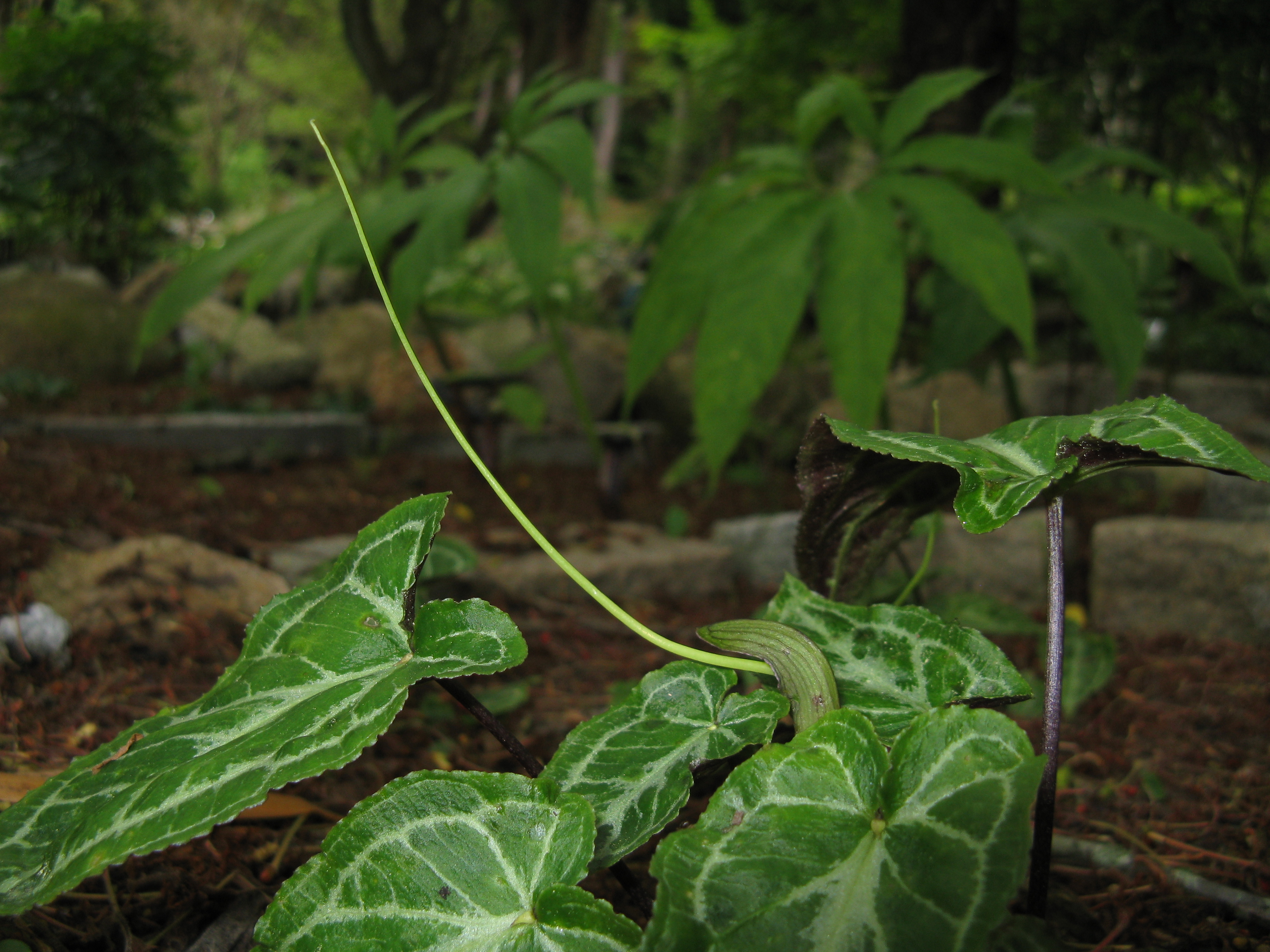
Laubblätter und Blütenstand von Pinellia cordata.

Pinellia-Arten wachsen als ausdauernde krautige Pflanzen. Es werden Knollen als Überdauerungsorgane ausgebildet; Brutknöllchen werden auch in den Blattachseln ausgebildet. Zwei bis fünf Laubblätter stehen in einer grundständigen Rosette zusammen. Die Laubblätter sind in Blattstiel und Blattspreite gegliedert. Die Blattspreite ist einfach bis zusammengesetzt.
Pinellia-Arten sind einhäusig getrenntgeschlechtig (monözisch). Wie bei den meisten Aroideae besteht der Blütenstand aus einem Blütenstandsschaft, nur einem Hochblatt (Spatha) und dem Kolben (Spadix). Der Blütenstandsschaft ist länger als die Blattstiele. Im Kolben (Spadix) sind unten männliche und oben weibliche Blüten vorhanden, die durch eine Membran voneinander getrennt sind. Die reduzierten Blüten haben keine Blütenhüllblätter. Die männlichen Blüten enthalten also nur aus zwei Staubblättern mit kurzen Staubfäden. Die weiblichen Blüten enthalten nur einen Fruchtknoten. Die Beeren bleiben auch im reifen Zustand grün und enthalten nur einen Samen.

## Verbreitung
Die Gattung Pinellia ist in Ostasien heimisch. Pinellia-Arten kommen in China, Korea und Japan vor.

## Systematik
Die Gattung Pinellia wurde 1839 durch Michele Tenore in Atti della Reale Accademia delle Scienze: Sezione della Societa Reale Borbonica, 4, S. 69 aufgestellt. Der Gattungsname Pinellia ehrt den Italiener Giovanni Vincenzo Pinelli (1535–1601), einem italienischen Gelehrten in Neapel. Er besaß eine große Bibliothek und aus seinem Privatgarten 'Giardina della Montagnole' entstand später einer der ersten Botanischen Gärten Neapels.
Es gibt etwa zehn Pinellia-Arten, davon acht in China:
- Pinellia cordata N.E.Br.: Sie kommt nur im südlichen China vor.[5]
- Pinellia fujianensis H.Li: Sie kommt nur in China (Fujian) vor.[5]
- Pinellia hunanensis C.L.Long & X.J.Wu: Die 2013 erstbeschriebene Art kommt in Hunan vor.[5]
- Pinellia integrifolia N.E.Br.: Sie kommt nur in China (Sichuan, Chongqing, Hubei) vor.[5]
- Pinellia pedatisecta Schott (Syn.: Pinellia wawrae Engl.): Sie kommt nur im zentralen und südlichen China vor.[5]
- Pinellia peltata Pei: Sie kommt nur im südöstlichen China vor.[5]
- Pinellia polyphylla S.L.Hu: Sie kommt nur in der Provinz Sichuan in China vor.[5]
- Dreizählige Pinellie[1] (Pinellia ternata (Thunb.) Makino, Syn.: Pinellia cochinchinense (Blume) W.Wight, Pinellia tuberifera Ten.): Sie kommt ursprünglich in China, Taiwan, Korea sowie Japan und den Nansei-Inseln vor.[5]
- Pinellia tripartita (Blume) Schott: Sie kommt nur in Japan, dan Nansei-Inseln, im südlichen Korea und Hongkong vor.[5]
- Pinellia yaoluopingensis X.H.Guo & X.L.Liu: Sie kommt nur in China (Anhui, Jiangsu) vor.[5]

## Nutzung
Die unterirdischen Pflanzenteile finden in der Chinesischen Medizin Verwendung; der Name der Droge ist Rhizoma Pinelliae. Zur Anwendung kommen sie bei Erkrankungen wie Husten mit reichlichem Schleim, Übelkeit, Erbrechen, Magen-Darm-Erkrankungen und Schwindel.